# Juan Carlos Onganía

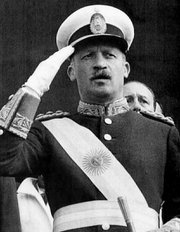
Juan Carlos Onganía

Juan Carlos Onganía (* 17. März 1914 in Marcos Paz; † 8. Juni 1995 in Buenos Aires) war ein argentinischer Militär und Politiker. Er war zwischen 1966 und 1970 de facto Präsident des Landes und begründete die Diktatur der sogenannten Revolución Argentina.

## Leben

### Militärische Laufbahn
Onganía trat 1931 in die Streitkräfte Argentiniens ein und begann eine Offizierslaufbahn. Als Mitglieder der wirtschaftlichen und politischen Elite des Landes wurden jüngere Offiziere aus guter Familie zur Zeit des Peronismus vom Opus Dei umworben, dem auch Onganía sich anschloss. 1959 wurde er zum General befördert. Er gehörte zu dieser Zeit der sogenannten blauen Fraktion der Militärs an, die der peronistischen Bewegung relativ freundlich gesinnt war und diese als Bollwerk gegen den Kommunismus betrachtete. Die rote Fraktion dagegen war klar antiperonistisch gesinnt. 
1963 wurde er zum Kommandanten der Streitkräfte ernannt. Aus Unzufriedenheit mit der Politik Arturo Umberto Illias organisierte Onganía 1966 einen Putsch und übernahm das Amt des Präsidenten.

### Amtszeit als de facto Präsident
Onganías Diktatur war zum einen von einer sehr konservativen Gesellschaftspolitik, zum anderen von wirtschaftlichen Misserfolgen geprägt, die den Unmut der Bevölkerung hervorriefen und schließlich 1970 zu seinem Rücktritt führten. Sein Wirtschaftsminister Adalbert Krieger Vasena versuchte, die Strömung des sogenannten Desarrollismo, die die Verwandlung der lateinamerikanischen Staaten in westlich orientierte Industrieländer über eine forcierte Industrialisierung herbeiführen sollte, mit liberalen Maßnahmen zur Inflationsbekämpfung zu kombinieren. Da er damit jedoch scheiterte, kam es Ende der 1960er Jahre zu Volksaufständen wie dem Cordobazo in Córdoba 1969, der seinen Rücktritt einleitete. Ebenfalls Schlagzeilen machte Onganías harte Unterdrückung studentischer Protestbewegungen sowie der Rockmusik, die sich ab 1967 zu etablieren begann. Besonders die Noche de los Bastones Largos (Nacht der langen Schlagstöcke) am 28. Juli 1966 ging dabei in die Geschichte ein, als Onganía Proteste von Studenten und Universitätsprofessoren gegen die Verletzung der Autonomie der Universitäten durch seine Regierung mit großer Härte von der Polizei niederschlagen ließ.
Anders als die Militärdiktatur zwischen 1976 und 1983 ließ die Regierung Onganías begrenzte Mitbestimmung zu, was mit dem Schlagwort Participacionismo bezeichnet wurde. Das System bestand aus Komitees der verschiedenen Wirtschaftssektoren, die begrenzt Einfluss auf die Regierungspolitik nehmen konnten.
Nach seiner Präsidentschaft kam Onganía vor allem wegen zwei Vorfällen in die Schlagzeilen. Zum einen äußerte er sich während der Militärdiktatur in Argentinien zwischen 1976 und 1983 kritisch zu den Menschenrechtsverletzungen des Regimes. 1995 übte er auch öffentlich Kritik an Staatspräsident Carlos Menem wegen der in dessen Regierung verbreiteten Korruption und versuchte, sich selbst als Präsidentschaftskandidat zu profilieren. Er wurde jedoch der Verleumdung angeklagt und zu Hausarrest verurteilt. Im selben Jahr starb er an den Folgen eines Schlaganfalls.